# 克普雷尼鄉
44°45′N 23°37′E / 44.750°N 23.617°E
克普雷尼鄉（羅馬尼亞語：Comuna Căpreni, Gorj），是羅馬尼亞的鄉份，位於該國西南部，由戈爾日縣負責管轄，面積57平方公里，海拔高度229米，2007年人口2,255，人口密度每平方公里39人。